# Asparagus kraussianus
Asparagus kraussianus là một loài thực vật có hoa trong họ Măng tây. Loài này được (Kunth) J.F.Macbr. mô tả khoa học đầu tiên năm 1918.